# Sclerogaster luteocarneus
Sclerogaster luteocarneus är en svampart som först beskrevs av Giacopo Bresàdola, och fick sitt nu gällande namn av Zeller & C.W. Dodge 1935. Sclerogaster luteocarneus ingår i släktet Sclerogaster och familjen Sclerogastraceae.   Inga underarter finns listade i Catalogue of Life.